# Słowenia na Zimowych Igrzyskach Olimpijskich 2002
Słowenię na Zimowych Igrzyskach Olimpijskich 2002 reprezentowało 40 zawodników w ośmiu dyscyplinach. Jedyny medal zdobyła reprezentacja skoczków, w składzie: Damjan Fras, Primož Peterka, Robert Kranjec i Peter Žonta.

## Medaliści
| Medal | Zawodnicy                                             | Dyscyplina        | Konkurencja                       |
| ----- | ----------------------------------------------------- | ----------------- | --------------------------------- |
|       | Damjan Fras Primož Peterka Robert Kranjec Peter Žonta | Skoki narciarskie | Zawody drużynowe mężczyzn (K-120) |

## Skład kadry

### Biathlon
Mężczyźni
| Zawodnik                                            | Konkurencja         | czas biegu | Kary | Pozycja |
| --------------------------------------------------- | ------------------- | ---------- | ---- | ------- |
| Tomas Globočnik                                     | Sprint mężczyzn     | 26:40,0    | 1    | 23.     |
| Marko Dolenc                                        | Sprint mężczyzn     | 26:47,0    | 1    | 27.     |
| Janez Marič                                         | Sprint mężczyzn     | 27:28,6    | 2    | 44.     |
| Sašo Grajf                                          | Sprint mężczyzn     | 27:52,6    | 2    | 59.     |
| Tomas Globočnik                                     | Bieg pościgowy      | 34:42,6    | 0    | 19.     |
| Marko Dolenc                                        | Bieg pościgowy      | 36:06,1    | 4    | 29.     |
| Janez Marič                                         | Bieg pościgowy      | 36:51,4    | 5    | 38.     |
| Sašo Grajf                                          | Bieg pościgowy      | 37:38,9    | 3    | 46.     |
| Marko Dolenc                                        | Bieg indywidualny   | 53:45,8    | 2    | 13.     |
| Tomas Globočnik                                     | Bieg indywidualny   | 54:40,6    | 1    | 18.     |
| Janez Marič                                         | Bieg indywidualny   | 56:51,9    | 5    | 43.     |
| Janez Ožbolt                                        | Bieg indywidualny   | 1:03:16,2  | 6    | 82.     |
| Sašo Grajf Tomas Globočnik Janez Marič Marko Dolenc | Sztafeta 4 × 7,5 km | 1:28:23,6  | 4    | 10.     |

Kobiety
| Zawodnik                                                               | Konkurencja               | czas biegu | Kary | Pozycja |
| ---------------------------------------------------------------------- | ------------------------- | ---------- | ---- | ------- |
| Andreja Grašič                                                         | Sprint kobiet – 7,5 km    | 21:55,6    | 1    | 10.     |
| Lucija Larisi                                                          | Sprint kobiet – 7,5 km    | 22:44,7    | 1    | 26.     |
| Andreja Mali                                                           | Sprint kobiet – 7,5 km    | 22:45,5    | 1    | 27.     |
| Tadeja Brankovič                                                       | Sprint kobiet – 7,5 km    | 25:14,0    | 5    | 63.     |
| Andreja Grašič                                                         | Bieg pościgowy – 10 km    | 32:01,9    | 1    | 8.      |
| Lucija Larisi                                                          | Bieg pościgowy – 10 km    | 34:40,2    | 4    | 29.     |
| Andreja Mali                                                           | Bieg pościgowy – 10 km    | 34:46,3    | 3    | 32.     |
| Lucija Larisi                                                          | Bieg indywidualny – 15 km | 51:12,1    | 2    | 25.     |
| Tadeja Brankovič                                                       | Bieg indywidualny – 15 km | 53:08,9    | 4    | 41.     |
| Andreja Grašič                                                         | Bieg indywidualny – 15 km | 55:06,4    | 8    | 56.     |
| Dijana Grudiček-Ravnikar                                               | Bieg indywidualny – 15 km | 55:50,3    | 7    | 57.     |
| Lucija Larisi Andreja Grašič Dijana Grudiček-Ravnikar Tadeja Brankovič | Sztafeta 4 × 7,5 km       | 1:30:18,0  | 0    | 6.      |

### Biegi narciarskie
Mężczyźni
| Zawodnik     | Konkurencja  | czas    | Pozycja |
| ------------ | ------------ | ------- | ------- |
| Matej Soklič | Bieg łączony | 56:26,1 | 55.     |
| Matej Soklič | Sprint       | 2:57,1  | 11.     |

Kobiety
| Zawodnik                                             | Konkurencja       | czas      | Pozycja |
| ---------------------------------------------------- | ----------------- | --------- | ------- |
| Petra Majdič                                         | Bieg na 10 km     | 29:03,9   | 8.      |
| Nataša Lačen                                         | Bieg na 10 km     | 30:31,3   | 30.     |
| Nataša Lačen                                         | Bieg na 15 km     | 43:05,0   | 32.     |
| Petra Majdič                                         | Bieg na 30 km     | 1:35:51,8 | 12.     |
| Petra Majdič                                         | Bieg łączony      | 25:24,4   | 7.      |
| Nataša Lačen                                         | Bieg łączony      | 27:30,6   | 23.     |
| Teja Gregorin                                        | Bieg łączony      | 28:26,1   | 41.     |
| Andreja Mali                                         | Sprint            | 3:25,9    | 7.      |
| Nataša Lačen                                         | Sprint            | 3:24,90   | 32.     |
| Teja Gregorin                                        | Sprint            | 3:25,64   | 34.     |
| Petra Majdič Teja Gregorin Andreja Mali Nataša Lačen | Sztafeta 4 × 5 km | 51:19,6   | 9.      |

### Kombinacja norweska
Mężczyźni
| Zawodnik        | Konkurencja                       | Skoki narciarskie | Skoki narciarskie | Skoki narciarskie | Skoki narciarskie | Skoki narciarskie | Skoki narciarskie | Bieg narciarski | Bieg narciarski | Strata   | Pozycja |
| Zawodnik        | Konkurencja                       | Skok 1            | Nota              | Skok 2            | Nota              | Punkty            | Pozycja           | Czas biegu      | Pozycja         | Strata   | Pozycja |
| --------------- | --------------------------------- | ----------------- | ----------------- | ----------------- | ----------------- | ----------------- | ----------------- | --------------- | --------------- | -------- | ------- |
| Andrej Jezeršek | Indywidualnie (metoda Gundersena) | 89,0              | 111,5             | 89,0              | 112,0             | 223,5             | 19.               | 38:22,9         | 8.              | + 2:51,2 | 13.     |

Sprint
| Zawodnik        | Konkurencja   | Skoki narciarskie | Skoki narciarskie | Skoki narciarskie | Bieg narciarski | Bieg narciarski | Strata   | Pozycja |
| Zawodnik        | Konkurencja   | Skok 1            | Nota              | Pozycja           | Czas biegu      | Pozycja         | Strata   | Pozycja |
| --------------- | ------------- | ----------------- | ----------------- | ----------------- | --------------- | --------------- | -------- | ------- |
| Andrej Jezeršek | Indywidualnie | 110,5             | 100,1             | 27.               | 16:23,8         | 3.              | + 1:12,7 | 12.     |

### Łyżwiarstwo figurowe
| Zawodnik    | Konkurencja | Nota | Pozycja |
| ----------- | ----------- | ---- | ------- |
| Mojca Kopač | Solistki    | 31,5 | 22.     |

### Narciarstwo alpejskie
Mężczyźni
| Zawodnik        | Konkurencja | Konkurencja | Konkurencja     | Konkurencja     | Konkurencja       | Konkurencja                 | Konkurencja                 | Konkurencja                 | Konkurencja       | Konkurencja                 | Konkurencja                 | Konkurencja                 | Konkurencja                       | Konkurencja                         | Konkurencja                         | Konkurencja                         |
| Zawodnik        | Zjazd       | Zjazd       | Supergigant     | Supergigant     | Slalom gigant     | Slalom gigant               | Slalom gigant               | Slalom gigant               | Slalom specjalny  | Slalom specjalny            | Slalom specjalny            | Slalom specjalny            | Kombinacja                        | Kombinacja                          | Kombinacja                          | Kombinacja                          |
| Zawodnik        | Czas        | Pozycja     | Czas            | Pozycja         | Czas 1. przejazdu | Czas 2. przejazdu           | Czas łączny                 | Pozycje                     | Czas 1. przejazdu | Czas 2. przejazdu           | Czas łączny                 | Pozycja                     | Zjazd                             | Slalom                              | Łączny czas                         | Pozycja                             |
| --------------- | ----------- | ----------- | --------------- | --------------- | ----------------- | --------------------------- | --------------------------- | --------------------------- | ----------------- | --------------------------- | --------------------------- | --------------------------- | --------------------------------- | ----------------------------------- | ----------------------------------- | ----------------------------------- |
| Peter Pen       | 1:41,66     | 23.         | Dyskwalifikacja | Dyskwalifikacja |                   |                             |                             |                             |                   |                             |                             |                             |                                   |                                     |                                     |                                     |
| Andrej Jerman   | 1:41,85     | 28.         | 1:24,35         | 21.             |                   |                             |                             |                             |                   |                             |                             |                             | 1:42,42                           | Nie ukończył 1-go przejazdu slalomu | Nie ukończył 1-go przejazdu slalomu | Nie ukończył 1-go przejazdu slalomu |
| Gregor Šparovec | 1:41,88     | 31.         | 1:23,52         | 13.             |                   |                             |                             |                             |                   |                             |                             |                             | 1:40,42                           | Nie ukończył 1-go przejazdu slalomu | Nie ukończył 1-go przejazdu slalomu | Nie ukończył 1-go przejazdu slalomu |
| Jernej Koblar   | 1:42,31     | 33.         | 1:23,82         | 15.             | 1:13,15           | 1:13,21                     | 2:26,36                     | 18.                         |                   |                             |                             |                             | 1:41,70                           | 1:41,77                             | 3:23,47                             | 9.                                  |
| Mitja Kunc      |             |             |                 |                 | 1:14,95           | 1:13,22                     | 2:28,17                     | 28.                         | 51,08             | Nie ukończył 2-go przejazdu | Nie ukończył 2-go przejazdu | Nie ukończył 2-go przejazdu |                                   |                                     |                                     |                                     |
| Uroš Pavlovčič  |             |             |                 |                 | 1:14,01           | Nie ukończył 2-go przejazdu | Nie ukończył 2-go przejazdu | Nie ukończył 2-go przejazdu |                   |                             |                             |                             |                                   |                                     |                                     |                                     |
| Jure Košir      |             |             |                 |                 | 1:14,10           | Nie ukończył 2-go przejazdu | Nie ukończył 2-go przejazdu | Nie ukończył 2-go przejazdu | 49,80             | 53,54                       | 1:43,34                     | 8.                          |                                   |                                     |                                     |                                     |
| Drago Grubelnik |             |             |                 |                 |                   |                             |                             |                             | 50,51             | Nie ukończył 2-go przejazdu | Nie ukończył 2-go przejazdu | Nie ukończył 2-go przejazdu |                                   |                                     |                                     |                                     |
| Rene Mlekuž     |             |             |                 |                 |                   |                             |                             |                             | 50,57             | Nie ukończył 2-go przejazdu | Nie ukończył 2-go przejazdu | Nie ukończył 2-go przejazdu |                                   |                                     |                                     |                                     |
| Mitja Dragšič   |             |             |                 |                 |                   |                             |                             |                             |                   |                             |                             |                             | Dyskwalifikacja w biegu zjazdowym | Dyskwalifikacja w biegu zjazdowym   | Dyskwalifikacja w biegu zjazdowym   | Dyskwalifikacja w biegu zjazdowym   |

Kobiety
| Zawodniczka    | Konkurencja | Konkurencja | Konkurencja | Konkurencja | Konkurencja                  | Konkurencja                  | Konkurencja                  | Konkurencja                  | Konkurencja                  | Konkurencja                  | Konkurencja                  | Konkurencja                  |
| Zawodniczka    | Zjazd       | Zjazd       | Supergigant | Supergigant | Slalom gigant                | Slalom gigant                | Slalom gigant                | Slalom gigant                | Slalom specjalny             | Slalom specjalny             | Slalom specjalny             | Slalom specjalny             |
| Zawodniczka    | Czas        | Pozycja     | Czas        | Pozycja     | Czas 1. przejazdu            | Czas 2. przejazdu            | Czas łączny                  | Pozycja                      | Czas 1. przejazdu            | Czas 2. przejazdu            | Czas łączny                  | Pozycja                      |
| -------------- | ----------- | ----------- | ----------- | ----------- | ---------------------------- | ---------------------------- | ---------------------------- | ---------------------------- | ---------------------------- | ---------------------------- | ---------------------------- | ---------------------------- |
| Špela Bračun   | 1:42,48     | 22.         | 1:16,35     | 24.         |                              |                              |                              |                              |                              |                              |                              |                              |
| Mojca Suhadolc | 1:43,10     | 28.         | 1:15,90     | 21.         |                              |                              |                              |                              |                              |                              |                              |                              |
| Tina Maze      |             |             |             |             | 1:17,16                      | 1:16,20                      | 2:33,36                      | 12.                          |                              |                              |                              |                              |
| Špela Pretnar  |             |             |             |             | 1:18,81                      | 1:16,75                      | 2:35,56                      | 20.                          | 55,16                        | 58,93                        | 1:54,09                      | 20.                          |
| Alenka Dovžan  |             |             |             |             | Nie ukończyła 1-go przejazdu | Nie ukończyła 1-go przejazdu | Nie ukończyła 1-go przejazdu | Nie ukończyła 1-go przejazdu | 55,73                        | 56,92                        | 1:52,65                      | 17.                          |
| Nataša Bokal   |             |             |             |             |                              |                              |                              |                              | 55,02                        | 54,92                        | 1:49,94                      | 9.                           |
| Lea Dabič      |             |             |             |             |                              |                              |                              |                              | Nie ukończyła 1-go przejazdu | Nie ukończyła 1-go przejazdu | Nie ukończyła 1-go przejazdu | Nie ukończyła 1-go przejazdu |

### Narciarstwo dowolne
Mężczyźni
| Miha Gale | Skoki akrobatyczne | 96,81 | 96,39 | 193,20 | 17. | Nie awansował | Nie awansował | Nie awansował | Nie awansował |

### Skoki narciarskie
Mężczyźni
| Konkurencja             | Skoczek                                               | Kwalifikacje | Kwalifikacje | Skok 1                  | Skok 1                  | Skok 2                  | Skok 2                 | Nota  | Pozycja |
| Konkurencja             | Skoczek                                               | odległość    | Nota         | odległość               | Nota                    | odległość               | Nota                   | Nota  | Pozycja |
| ----------------------- | ----------------------------------------------------- | ------------ | ------------ | ----------------------- | ----------------------- | ----------------------- | ---------------------- | ----- | ------- |
| Skocznia normalna K-90  | Primož Peterka                                        | 93,0         | 122,0        | 92,5                    | 121,5                   | 91,5                    | 119,0                  | 240,5 | 10.     |
| Skocznia normalna K-90  | Peter Žonta                                           | 91,5         | 116,5        | 90,0                    | 114,0                   | 95,0                    | 125,5                  | 239,5 | 13.     |
| Skocznia normalna K-90  | Robert Kranjec                                        | 93,5         | 122,0        | 91,5                    | 117,5                   | 92,5                    | 118,5                  | 236,0 | 15.     |
| Skocznia normalna K-90  | Damjan Fras                                           | 87,5         | 108,0        | 88,5                    | 110,5                   | 90,5                    | 114,5                  | 225,0 | 28.     |
| Skocznia duża K-120     | Robert Kranjec                                        | 122,0        | 119,1        | 122,0                   | 118,1                   | 122,5                   | 119,5                  | 237,6 | 11.     |
| Skocznia duża K-120     | Peter Žonta                                           | 125,0        | 103,5        | 124,0                   | 121,2                   | 120,0                   | 113,0                  | 234,2 | 13.     |
| Skocznia duża K-120     | Primož Peterka                                        | 116,0        | 105,3        | 123,0                   | 120,9                   | 119,5                   | 112,1                  | 233,0 | 15.     |
| Skocznia duża K-120     | Damjan Fras                                           | 113,5        | 100,8        | 123,0                   | 119,9                   | 113,5                   | 101,3                  | 221,2 | 22.     |
| Konkurs drużynowy K-120 | Damjan Fras Primož Peterka Robert Kranjec Peter Žonta |              |              | 120,0 118,5 133,0 121,5 | 112,5 112,8 140,4 118,2 | 113,0 121,5 124,5 124,0 | 97,9 118,7 124,1 121,7 | 946,3 | brąz    |

### Snowboarding
Mężczyźni
| Dejan Košir   | Slalom gigant równoległy | 36,71                  | 5.                     | Stephen Copp 0.00        | Richard Richardsson + 2,45 | Nie awansował            | Nie awansował            | 5.                       |                          |                          |                          |
| Tomaž Knafelj | Slalom gigant równoległy | Nie ukończył przejazdu | Nie ukończył przejazdu | Nie ukończył konkurencji | Nie ukończył konkurencji   | Nie ukończył konkurencji | Nie ukończył konkurencji | Nie ukończył konkurencji | Nie ukończył konkurencji | Nie ukończył konkurencji | Nie ukończył konkurencji |